# العلاقات الفلبينية الإندونيسية
العلاقات الفلبينية الإندونيسية هي العلاقات الثنائية التي تجمع بين الفلبين وإندونيسيا.

## مقارنة بين البلدين
هذه مقارنة عامة ومرجعية للدولتين:
| وجه المقارنة                                              | الفلبين                       | إندونيسيا         |
| --------------------------------------------------------- | ----------------------------- | ----------------- |
| المساحة (كم2)                                             | 343.45 ألف                    | 1.90 مليون        |
| عدد السكان (نسمة)                                         | 104.92 مليون                  | 263.99 مليون      |
| الكثافة السكانية (ن./كم²)                                 | 305.49                        | 138.94            |
| العاصمة                                                   | مانيلا                        | جاكرتا            |
| اللغة الرسمية                                             | اللغة الفلبينية، لغة إنجليزية | اللغة الإندونيسية |
| العملة                                                    | بيسو فلبيني                   | روبية إندونيسية   |
| الناتج المحلي الإجمالي (بليون دولار)                      | 313.60 مليار                  | 1.02 تريليون      |
| الناتج المحلي الإجمالي (تعادل القوة الشرائية) بليون دولار | 743.90 مليار                  | 2.85 تريليون      |
| الناتج المحلي الإجمالي الاسمي للفرد دولار أمريكي          | 2.90 ألف                      | 3.35 ألف          |
| الناتج المحلي الإجمالي للفرد دولار أمريكي                 | 7.39 ألف                      | 10.52 ألف         |
| مؤشر التنمية البشرية                                      | 0.668                         | 0.684             |
| رمز المكالمات الدولي                                      | +63                           | +62               |
| رمز الإنترنت                                              | .ph                           | .id               |
| المنطقة الزمنية                                           | توقيت الفلبين                 |                   |

## مدن متوأمة
في ما يلي قائمة باتفاقيات التوأمة بين مدن فلبينية وإندونيسية:
- ترتبط مانيلا مع جاكرتا باتفاقية توأمة منذ 1966.[18][18][18]
- ترتبط بورتوبرنسس مع جايابورا باتفاقية توأمة.

## منظمات دولية مشتركة
يشترك البلدان في عضوية مجموعة من المنظمات الدولية، منها:
| علم المنظمة | اسم المنظمة                                      | تاريخ انضمام الفلبين | تاريخ انضمام إندونيسيا |
| ----------- | ------------------------------------------------ | -------------------- | ---------------------- |
|             | بنك التنمية الآسيوي                              | 1966                 | 1966                   |
|             | وكالة ضمان الاستثمار متعدد الأطراف               | 8 فبراير 1994        | 12 أبريل 1988          |
|             | الأمم المتحدة                                    | 24 أكتوبر 1945       | 28 سبتمبر 1950         |
|             | الفريق المعني برصد الأرض                         | ?                    | ?                      |
|             | منظمة حظر الأسلحة الكيميائية                     | ?                    | ?                      |
|             | أسيان                                            | 8 أغسطس 1967         | 8 أغسطس 1967           |
|             | منظمة التجارة العالمية                           | 1995                 | ?                      |
|             | منظمة الشرطة الجنائية الدولية                    | ?                    | 5 أكتوبر 1954          |
|             | مؤسسة التنمية الدولية                            | 28 أكتوبر 1960       | 20 أغسطس 1968          |
|             | يونسكو                                           | 21 نوفمبر 1946       | 27 مايو 1950           |
|             | الاتحاد البريدي العالمي                          | ?                    | ?                      |
|             | البنك الدولي للإنشاء والتعمير                    | 27 ديسمبر 1945       | 13 أبريل 1967          |
|             | منتدى آسيان الإقليمي ‏                            | ?                    | ?                      |
|             | المنظمة الهيدروغرافية الدولية                    | ?                    | ?                      |
|             | الاتحاد الدولي للاتصالات                         | 25 مايو 1912         | 1949                   |
|             | مؤسسة التمويل الدولية                            | 12 أغسطس 1957        | 23 أبريل 1968          |
|             | المركز الدولي لتسوية المنازعات الاستشارية        | 17 ديسمبر 1978       | 28 أكتوبر 1968         |
|             | منتدى التعاون الاقتصادي لدول آسيا والمحيط الهادئ | 6 نوفمبر 1989        | 6 نوفمبر 1989          |

## أعلام
هذه قائمة لبعض الشخصيات التي تربطها علاقات بالبلدين:
- هانس سميت (29 يونيو 1958 – )

## وصلات خارجية
- موقع وزارة الخارجية الفلبينية
- موقع وزارة الخارجية الإندونيسية